# Суайе-Вийеме, Юбер Феликс
Юбе́р Фели́кс Суайе́-Вийеме́ (фр. Hubert Félix Soyer-Willemet; 1791—1867) — французский ботаник и врач.

## Биография
Юбер Феликс родился 4 июня 1791 года в городе Нанси в семье Жана-Батиста Суайе и Анны-Марии Вийеме, дочери ботаника Пьера-Реми Вийеме. В 1811 году окончил Парижскую школу фармации и стал хозяином аптеки своего деда в Нанси.
В 1824 году Суайе-Вийеме стал главным библиотекарем Библиотеки Нанси и хранителем архива Королевского общества наук и свободных искусств.
В 1847 году Суайе-Вийеме стал кавалером Ордена Почётного легиона.
18 января 1867 года Юбер Феликс Суайе-Вийеме скончался.
Гербарий Ю. Ф. Суайе-Вийеме хранится в Ботаническом саду Нанси (NCY). Письма Жану Батисту Мужо хранятся в библиотеке Парижского музея естественной истории.

## Некоторые научные работы
- Soyer-Willemet, H.F. (1825). Mémoire sur le nectaire. 56 p.
- Soyer-Willemet, H.F. (1828). Observations sur quelques plantes de France. 195 p.
- Soyer-Willemet, H.F. (1851). Monographie des Silene de l’Algérie. 51 p.

## Роды растений, названные в честь Ю. Ф. Суайе-Вийеме
- Soyeria Monnier, 1829 [syn.  Crepis [Vaill.] L., 1753]
- Willemetia Brongn., 1826, nom. illeg. [syn.  Noltea Rchb., 1828, nom. nov.]